# 無機酸
無機酸（むきさん、Mineral acid）は、無機化合物の化学反応で得られる酸で、有機酸の対義語である。鉱酸（礦酸、こうさん）ともいう。
例えば次のようなものがある。
- 塩酸
- 硝酸
- リン酸
- 硫酸
- ホウ酸
- フッ化水素酸

## 特徴
無機酸は強力なもの（例：硫酸）から極めて弱いもの（例：ホウ酸）まで広く存在する。無機酸分子は一般に少数の原子で構成され、極性があり、水には溶けやすいが有機溶媒には溶けにくい。無機酸は化学合成にとって重要な存在である。
無機酸は広く使われており特に硫酸、硝酸、塩酸は大規模に製造されている。例えば、塩酸の希釈溶液はボイラー内の堆積物を除去するのに使われるが、塩酸は金属を腐食するため注意が必要である。